# Manton (Wiltshire)
Pour les articles homonymes, voir Manton.
Manton est un village du Wiltshire, en Angleterre. Il est situé à quelques kilomètres à l'ouest du centre-ville de Marlborough.

## Toponymie
Manton est un toponyme d'origine vieil-anglaise. Le deuxième élément du nom est tūn « ferme », mais le premier élément est ambigu : il pourrait s'agir de l'adjectif mǣne « commun, mutuel » ou du nom d'homme Manna. Dans le Domesday Book, compilé en 1086, ce nom a pour forme Manetune.

## Géographie
Manton se situe dans le Wiltshire, un comté du Sud-Ouest de l'Angleterre. Il se trouve juste à l'ouest de la ville de Marlborough. La Kennet, un affluent de la Tamise, coule au nord du village. Elle est longée par la route A4, axe routier majeur entre Londres et Bristol via Bath.
Au recensement de 2011, la zone bâtie (built-up area) de Manton comptait 303 habitants. 
Pour les élections locales, Manton est rattaché au ward de Marlborough West. Pour les élections à la Chambre des communes, le village relève de la circonscription de Devizes.

## Histoire
Le Domesday Book rapporte que juste avant la conquête normande de l'Angleterre en 1066, le domaine de Manton est la propriété du thegn Wigot de Wallingford. Vingt ans plus tard, il est passé au nouveau seigneur de Wallingford, l'Anglo-Normand Miles Crispin (en). En 1086, il compte 12 feux et sa valeur annuelle est évaluée à 3 livres. Il relève dès lors de l'honneur de Wallingford (en).
Par la suite, Manton passe entre les mains de divers seigneurs, parmi lesquels William Collingbourne, exécuté en 1484 pour avoir soutenu Henri Tudor contre Richard III, et le duc de Somerset Edward Seymour, exécuté pour haute trahison en 1552. Le manoir devient au XVIIe siècle la propriété des comtes (puis marquis) d'Ailesbury (en).
L'éleveur de chevaux Alec Taylor Sr. (en) (1823-1894) ouvre une écurie à Manton dans les années 1860. Son fils Alec Taylor Jr. (en) (1862-1943) lui succède à la tête de l'écurie. En 1918, il vend le domaine à Joseph Watson (1873-1922), un industriel de Leeds qui est anobli en tant que baron Manton (en) en 1922.
Manton constitue un tithing du village de Preshute jusqu'en 1934, année de son rattachement à la paroisse civile de Marlborough.